# Rafa Benítez
Rafael Benítez Maudes (Madrid, 16 de abril de 1960), conocido como Rafa Benítez, es un entrenador español de Fútbol. Actualmente no dirige a ningún equipo.  
Es licenciado en INEF por la Universidad Politécnica de Madrid y diplomado por la Escuela Universitaria de Estudios Empresariales de Llobregat (Barcelona). También realizó algunos cursos de la licenciatura en medicina.
Sus mayores éxitos deportivos hasta la fecha los consiguió dirigiendo al Valencia Club de Fútbol (dos Ligas españolas y una copa de la UEFA) y el Liverpool Football Club (Liga de Campeones de 2005), clubes en los que permaneció más tiempo como entrenador.

## Trayectoria como futbolista

### Categorías inferiores
Con 12 años entró a formar parte de las categorías inferiores del Real Madrid Club de Fútbol a través de la recomendación de Santiago Zubieta en el torneo social, un evento que realizaba anualmente el club para captar a jóvenes promesas. Sus buenas actuaciones junto a su compañero de equipo Ramón Grosso le hicieron progresar por las diferentes categorías hasta llegar al equipo juvenil.

### Real Madrid Aficionados
Su progresión le llevó a formar parte del Real Madrid Aficionados, antesala del equipo filial: el Castilla Club de Fútbol. Su labor como centrocampista y en ocasiones como líbero le llevó a ser señalado como posible integrante de la pretemporada del equipo filial que en aquellos momentos jugaba en la Segunda División. Sin embargo, antes de poder acudir se marchó a disputar la X edición de la Universiada con la selección española universitaria, cita en la que se lesionó gravemente de la rodilla en el partido frente a la selección canadiense y se vio truncado su ascenso.
Por aquel entonces cursaba la carrera de Educación Física en el INEF de Madrid, que finalizó siendo aún futbolista, hecho que dejaba entrever ya entonces su predisposición a la faceta técnica.

### Retirada
Fue entonces cuando se unió en calidad de cedido a la Agrupación Deportiva Parla —club donde permaneció cuatro temporadas en las que cosechó un ascenso y un título de la Tercera División—, y aún sin recuperarse plenamente de su lesión finalmente se desligó del club madridista para recalar en el Linares Club de Fútbol, equipo donde terminó su carrera deportiva y comenzó su carrera como director técnico.

## Trayectoria como entrenador

### Inicio en los banquillos
Tras su retirada se incorporó de nuevo al Real Madrid Club de Fútbol como entrenador de la cantera, y en concreto del Real Madrid C. F. Juvenil "B", entonces denominado Castilla C. F. "B". Durante ese tiempo, consiguió varios títulos de Liga y Copa con los dos equipos juveniles del club que le hacen dirigir en la temporada 1993-94 al equipo filial. Esa misma temporada se incorpora como entrenador adjunto del primer equipo madridista junto a Vicente Del Bosque por la destitución de Benito Floro a once jornadas del final del campeonato antes de regresar al filial.
Su gran trabajo le lleva en 1995 a desvincularse de la entidad madrileña para entrenar a un equipo de la Primera División, el Real Valladolid Club de Fútbol. El equipo fue ascendido debido a los problemas del Sevilla Fútbol Club y el Real Club Celta de Vigo con las deudas siendo descendidos administrativamente. Fue destituido cuando era colista tras ser goleado por el Valencia Club de Fútbol de Luis Aragonés.
En la temporada 1996/97, entrena al Club Atlético Osasuna, donde fue cesado por malos resultados tras solo 11 partidos.
La temporada siguiente recaló en las filas del Club de Fútbol Extremadura, con el consiguió ascender a Primera División, aunque un año después el equipo descendería de nuevo. 
Dos años después, estando inactivo en la temporada 2000/01, el Club Deportivo Tenerife le dio la confianza y volvió a conseguir el ascenso a Primera.

### Valencia C. F.
Javier Subirats, secretario técnico del Valencia Club de Fútbol, decidió apostar por Benítez para encargarse de la dirección técnica del equipo para la temporada 2001/02 tras la marcha de Héctor Cúper del banquillo valencianista. Una curiosidad es que el consejo valencianista le hizo firmar un papel en el que se le declaraba máximo responsable de su fichaje. Fue recibido con dudas por parte de la afición valencianista y de la propia directiva del club ya que el currículum con el que llegaba a Valencia como entrenador de equipos de Primera era más bien limitado a equipos menores. Algún consejero del club como Marcelo Safont, afín al expresidente Paco Roig, dijo a título personal que "el único Benítez que conocía era el torero".
Tras un principio de liga titubeante y una eliminación copera causada por una alineación indebida, parecía no acoplarse a su nuevo banquillo: en la jornada 17 era octavo. Sin embargo, 7 jornadas después, tras ganar al Alavés, se colocó en primera posición; y en la jornada 37, en La Rosaleda, consiguió el triunfo en la competición de forma matemática, ganando un título liguero para el Valencia que se había hecho esperar 31 años.
Dos años después, Rafael Benítez ayudó al Valencia a conseguir 2 títulos más: Liga y Copa de la UEFA, siendo con ello el entrenador que más títulos ha conseguido en la historia del club che.
Benítez se encontraba en el mejor momento de su carrera, pero harto de que el consejo de administración del club (y en particular su director general Manolo Llorente) no supiese o quisiese valorar su trabajo, decidió abandonar el club al que había conseguido situar entre los mejores de Europa. Todavía le quedaba un año más de contrato, pero tras una rueda de prensa en la que no pudo contener sus lágrimas, abandonó el Valencia con destino al Liverpool Football Club.

### Liverpool F. C.

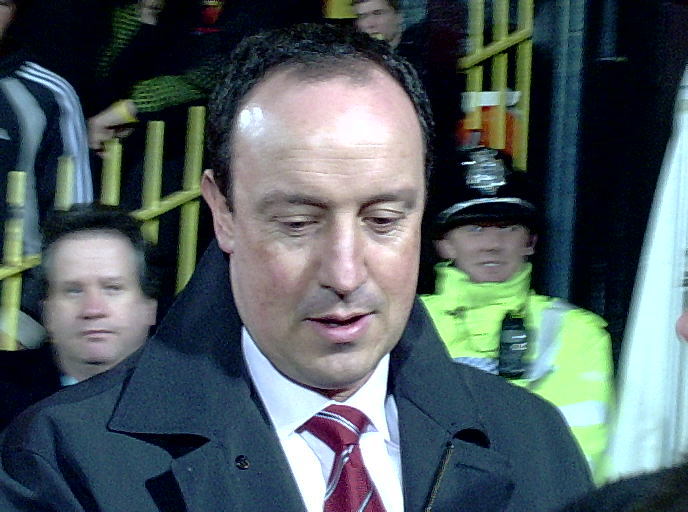
Rafael Benítez durante un encuentro frente al Watford en 2005.

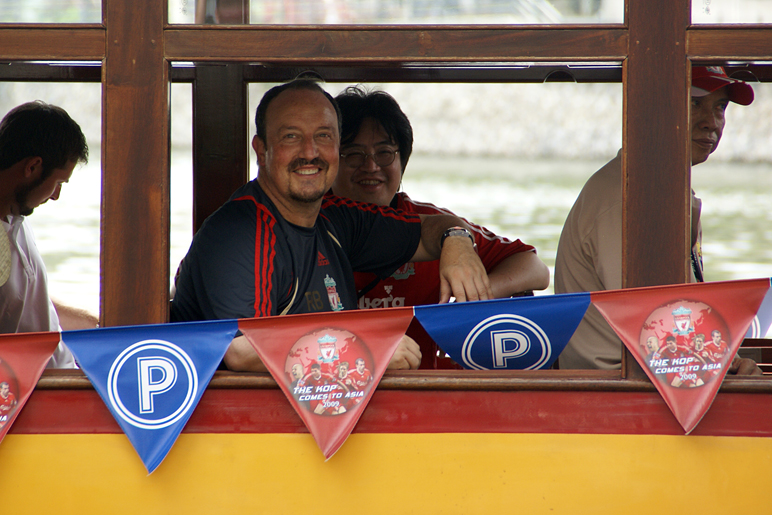
Rafael Benítez durante la gira por Asia del Liverpool en 2009.

En junio de 2004, Benítez fichó por el Liverpool FC inglés. Su llegada al club red propició el fichaje de varios jugadores españoles, entre los que destacaron Xabi Alonso o Luis García. 
Su primera temporada resulta exitosa, logrando ganar la Liga de Campeones, título que Liverpool no festejaba desde 1984. La final, disputada en la ciudad de Estambul ante el AC Milan, tuvo que resolverse en la tanda de penaltis, tras una remontada histórica del equipo inglés, que perdía en el descanso por 3-0.
En la temporada 2005/06, el conjunto de Anfield comenzó ganando la Supercopa de Europa contra el CSKA Moscú y terminó obteniendo la FA Cup y mejorando su posición en Premier, finalizando tercero en la tabla. Asimismo, en agosto de 2006, consiguieron ganar la Community Shield. Una de las incorporaciones de aquella campaña fue el portero español Pepe Reina, quien no tardó en quitarle la titularidad a Dudek.
En la temporada 2006/07 consiguió nuevamente llegar a una final de la Liga de Campeones de la UEFA, disputada de nuevo frente al AC Milan, en el Estadio Olímpico de Atenas. Esta vez sin embargo, el conjunto italiano se impondría por 2-1. Fue capaz de llevar regularmente al Liverpool a la máxima competición continental e incluso de alcanzar el subcampeonato en la Premier League 2008-09, solo cuatro puntos por detrás del Manchester United. Batió durante dos años, de forma consecutiva, el récord de puntos de la historia del Liverpool. 
A primeros de mayo de 2010, ciertas desavenencias con los nuevos propietarios del club, entre las que se contaba el probable interés de Benítez de fichar por la Juventus de Turín y unos resultados deportivos no muy satisfactorios, hicieron peligrar su continuidad como entrenador. Finalmente, tras dejar al equipo en séptimo puesto en la Premier, Benítez rescindió su contrato con la entidad el 3 de junio.

### F. C. Internazionale

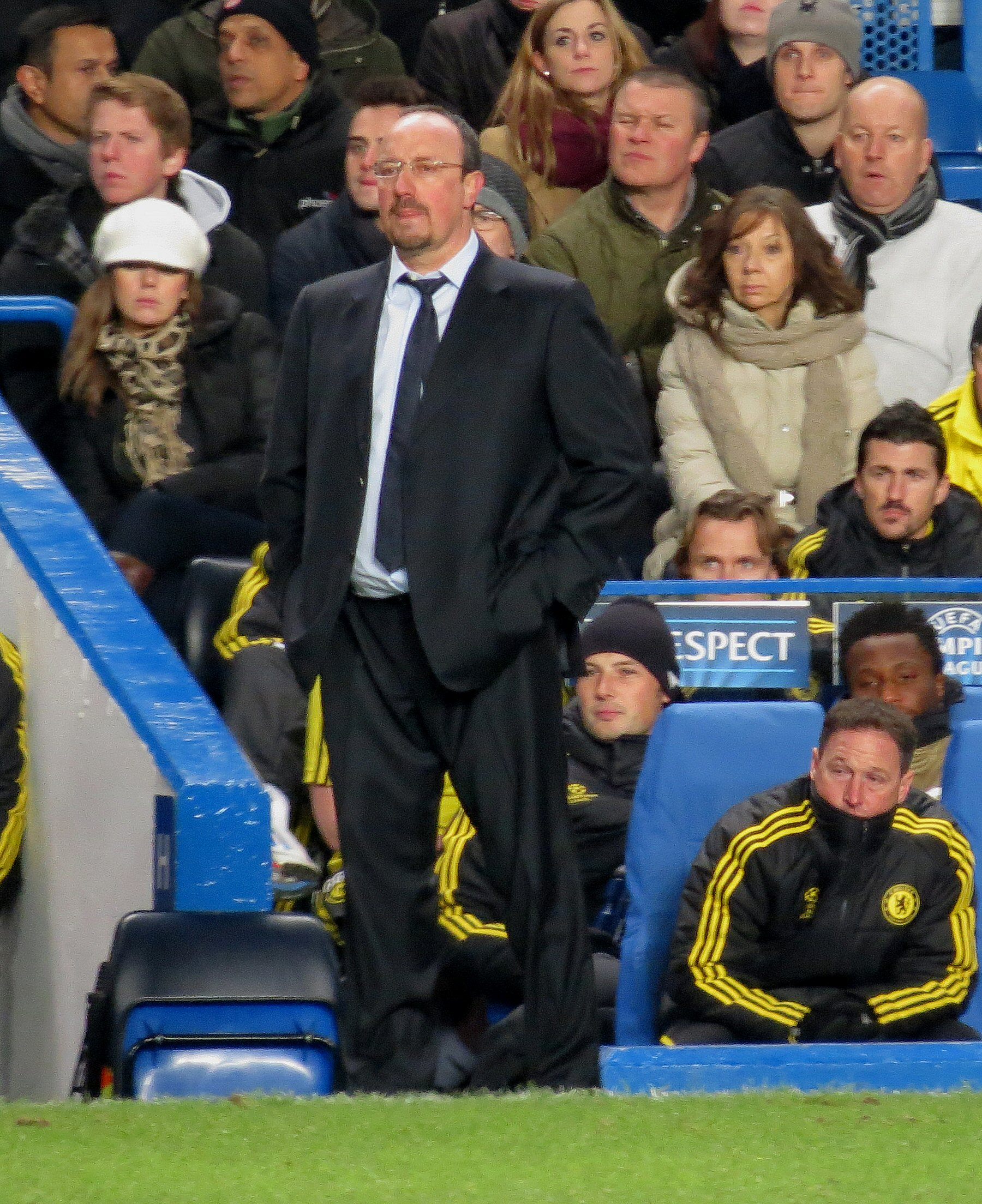
Benítez en Stamford Bridge (2012).

Apenas tres días después de abandonar Anfield, se anunciaba ya su probable fichaje por el Inter de Milán, cuyo banquillo había quedado libre tras la marcha de José Mourinho al Real Madrid. La contratación se confirmó el 8 de junio.
Comenzó la temporada ganando la Supercopa de Italia frente al Associazione Sportiva Roma. Sin embargo, tras 17 jornadas en la Liga italiana (con el equipo en el séptimo puesto de la clasificación), en octavos de final de la Liga de Campeones y recién conseguido el título de la Copa Mundial de Clubes de la FIFA, numerosos rumores situaban a Benítez fuera del club lombardo, después de que hubiera pedido "respeto" por su trabajo y nuevos fichajes. El 23 de diciembre de 2010 se hizo oficial su marcha de la entidad.

### Chelsea F. C.
Tras casi dos años alejado de los banquillos, Benítez fue contratado por el Chelsea como nuevo técnico del equipo blue el 21 de noviembre de 2012, sustituyendo a Roberto Di Matteo hasta final de temporada. Logró su primera victoria en su cuarto partido al frente del conjunto inglés, pero eso no bastó para evitar la eliminación en la fase de grupos de la Liga de Campeones. Fue objeto de críticas por una parte de los aficionados del equipo londinense por su pasado en el Liverpool, que se incrementaron cuando el Chelsea perdió la final del Mundial de Clubes, y Benítez reconoció que no seguiría en el club la siguiente campaña. Pese a estas dificultades, Benítez llevó a los blues a clasificarse directamente para la próxima edición de la Champions gracias al tercer puesto en la Premier League 2012-13 y a proclamarse campeón de la UEFA Europa League tras derrotar en la final al SL Benfica.

### S. S. C. Napoli

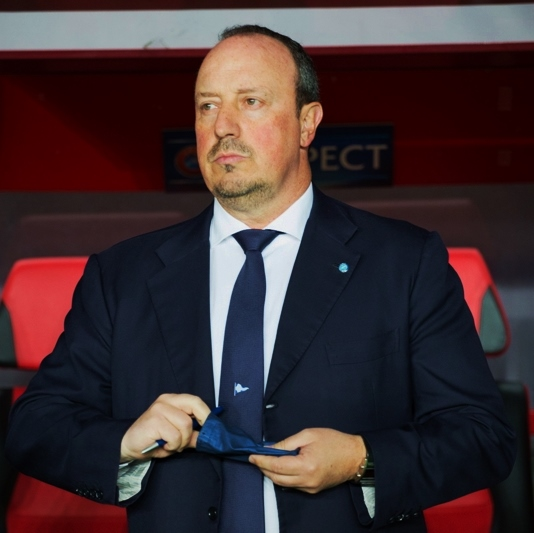
Benítez con el Napoli en 2015.

El 27 de mayo de 2013, el presidente del SSC Napoli, Aurelio De Laurentiis, confirmó la contratación de Benítez como entrenador del equipo italiano a partir de la temporada 2013-14. El 21 de junio, fue presentado como entrenador del Nápoles en un evento multitudinario con más de 250 periodistas.
El SSC Napoli comenzó la Liga italiana con cuatro victorias en las cuatro primeras jornadas, igualando el segundo mejor comienzo de la historia del club, derrotando en la jornada 4 al AC Milan en San Siro por 1-2, campo en el que Napoli no ganaba desde hacía 27 años. El 22 de octubre, el Napoli ganó al Olympique de Marsella y Benítez se convirtió en el primer entrenador español que dirige 100 partidos en la Champions. Posteriormente, el Napoli consiguió 28 puntos tras 11 partidos, siendo el mejor arranque de Liga en la historia del equipo. Pero en la Liga de Campeones no tuvo tanta fortuna: el sorteo lo mandó al "grupo de la muerte" y fue relegado a la UEFA Europa League en un triple empate a puntos con Arsenal y Borussia Dortmund. En la Serie A, el Napoli no pudo seguir el ritmo de la Juventus, pero terminó la primera vuelta como tercer clasificado. El 3 de mayo de 2014, consiguió ganar la Copa Italia con el equipo napolitano, al derrotar en la final a la Fiorentina (3-1) en un encuentro precedido por incidentes violentos entre aficionados en las calles de Roma. Finalmente, el Napoli se aseguró el tercer puesto en la Liga italiana, valedero para disputar la ronda previa de la Liga de Campeones.
La temporada 2014-15 comenzó con una decepción para el Napoli de Benítez, que no pudo acceder a la fase de grupos de la Liga de Campeones al perder la eliminatoria frente al Athletic Club, por lo que el club italiano se convirtió automáticamente en participante de la fase de grupos de la Europa League. En la Liga comenzó con algunos resultados negativos, lo que le hizo alejarse de la carrera por el título, quedando enfrascado en la lucha por el tercer puesto con otros equipos como la Sampdoria o el Genoa. El 22 de diciembre de 2014, el Nápoles se hizo con la Supercopa de Italia ante la Juventus de Turín en la final disputada en Catar. Se trataba del duodécimo título en el palmarés particular de Benítez. El Nápoles terminó la primera vuelta en tercera posición, igual que en la temporada anterior, pero con 9 puntos menos que entonces. Tanto en la Copa Italia como en la Liga Europea, el Napoli cayó en semifinales. El 28 de mayo de 2015, anunció que no continuaría en el banquillo de San Paolo una vez que terminara la temporada. Se despidió del conjunto partenopei con una derrota (2-4) ante la Lazio en un partido que debía ganar para terminar tercero, por lo que acabó quinto en la Serie A.

### Real Madrid C. F.

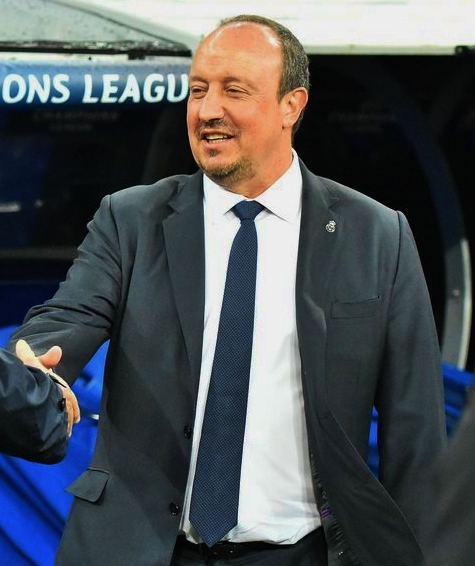
Benítez con el Real Madrid en 2015.

El 3 de junio de 2015, se hizo oficial el fichaje de Rafa Benítez por el Real Madrid para tres temporadas. Consiguió llevar al equipo blanco al liderato en las primeras jornadas de Liga, siendo además el equipo menos goleado; pero dos derrotas consecutivas frente a Sevilla FC y FC Barcelona, esta última por un contundente 0-4 en el Santiago Bernabéu, le hicieron perder tales condiciones. Para empeorar las cosas, el Real Madrid fue eliminado de la Copa del Rey por alineación indebida de Denís Chéryshev, quien estaba sancionado, ante el Cádiz Club de Fútbol. El 4 de enero de 2016, el día después de empatar con el Valencia, el club decidió rescindir su contrato, siendo reemplazado por Zinedine Zidane. Benítez dejó el equipo madridista con la eliminatoria de octavos de final de la Liga de Campeones pendiente y como 3.er clasificado, a 4 puntos del líder, tras 18 jornadas de Liga.

### Newcastle United F. C.
El 11 de marzo de 2016, fichó por el Newcastle United con el principal objetivo de salvarlo del descenso. Sumó 10 puntos en 9 partidos que no bastaron para obtener la permanencia. Sin embargo, el técnico firmó un nuevo contrato de tres años con el club magpie, y logró devolverlo a la Premier League tras una sola temporada. El 24 de junio de 2019, tras haber logrado la salvación por segundo año consecutivo, el club anunció que Benítez no iba a continuar.

### Dalian Yifang
El 2 de julio de 2019, fue presentado como nuevo entrenador del Dalian Yifang. El 23 de enero de 2021, por redes sociales, anunciaba que dejaba su cargo de entrenador debido a la pandemia del COVID-19.

### Everton F. C.
El 30 de junio de 2021, se hizo oficial su contratación por el Everton FC por tres temporadas, convirtiéndose así en el primer entrenador de la historia en dirigir a Everton y Liverpool. El 16 de enero de 2022, se hizo oficial su despido por parte del club por malos resultados, dejando a los toffees en 16.ª posición al término de la primera vuelta de a Premier League.

### R. C. Celta de Vigo
El 23 de junio de 2023, el Real Club Celta de Vigo anunció que había alcanzado un acuerdo con Benítez en virtud del cual este sería su nuevo entrenador las 3 próximas temporadas. El 12 de marzo de 2024, fue destituido como técnico celeste, dejando al equipo gallego como 17º clasificado en la Liga, dos puntos por encima de los puestos de descenso, tras caer 4-0 frente al Real Madrid Club de Fútbol.

## Honores y reconocimientos
En 2008 fue investido doctor honoris causa de la Universidad Miguel Hernández de Elche por su aplicación de la metodología científica en Ciencias de la Actividad Física y del Deporte al entrenamiento del fútbol.
En 2010, recibe la medalla Agustín de Betancourt de la Universidad Politécnica de Madrid.
En 2011 le conceden la Medalla de Plata de la 'Real Orden del Mérito Deportivo', una de las máximas distinciones que otorga el Consejo Superior de Deportes en España. 
En 2012 consigue la Medalla de Oro del Patronato de Honor de la 'University Philosophical Society' del Trinity College de Dublín.

## Clubes y estadísticas

### Como futbolista
| Club                           | País   | Año       | Partidos | Goles |
| ------------------------------ | ------ | --------- | -------- | ----- |
| Real Madrid C. F. Juv.         | España | 1974-1978 | ?        | ?     |
| Real Madrid Club de Fútbol "C" | España | 1978-1984 | 247      | 7     |
| A. D. Parla                    | España | 1981-1985 | 124      | 8     |
| Linares C. F.                  | España | 1985-1987 | 34       | 7     |

### Como entrenador
| Equipo                      | Div.                | Temporada           | Liga | Liga | Liga | Liga | Liga |     | Copa | Copa | Copa | Copa |    | Internacional | Internacional | Internacional | Internacional | Internacional |   | Otros | Otros | Otros | Otros |     | Totales     | Totales | Totales | Totales | Totales | Totales | Totales | Totales |
| Equipo                      | Div.                | Temporada           | PD   | G    | E    | P    | Pos. | PD  | G    | E    | P    | PD   | G  | E             | P             | Pos.          | PD            | G             | E | P     | PD    | G     | E     | P   | Rendimiento | GF      | GC      | Dif.    |         |         |         |         |
| --------------------------- | ------------------- | ------------------- | ---- | ---- | ---- | ---- | ---- | --- | ---- | ---- | ---- | ---- | -- | ------------- | ------------- | ------------- | ------------- | ------------- | - | ----- | ----- | ----- | ----- | --- | ----------- | ------- | ------- | ------- | ------- | ------- | ------- | ------- |
| Real Madrid "B" · España    | 2.ª                 | 1993-94             | 27   | 13   | 5    | 9    | Inc. | -   | -    | -    | -    | -    | -  | -             | -             | -             | -             | -             | - | -     | 27    | 13    | 5     | 9   | 54.32%      | 43      | 31      | +12     |         |         |         |         |
| Real Madrid "B" · España    | 2.ª                 | 1994-95             | 38   | 13   | 13   | 12   | 8.º  | -   | -    | -    | -    | -    | -  | -             | -             | -             | -             | -             | - | -     | 38    | 13    | 13    | 12  | 45.61%      | 42      | 40      | +2      |         |         |         |         |
| Real Madrid "B" · España    | Total               | Total               | 65   | 26   | 18   | 21   | -    | -   | -    | -    | -    | -    | -  | -             | -             | -             | -             | -             | - | -     | 65    | 26    | 18    | 21  | 49.23%      | 85      | 71      | +14     |         |         |         |         |
| Real Valladolid · España    | 1.ª                 | 1995-96             | 23   | 2    | 8    | 13   | Inc. | 6   | 3    | 2    | 1    | -    | -  | -             | -             | -             | -             | -             | - | -     | 29    | 5     | 10    | 14  | 28.73%      | 34      | 49      | -15     |         |         |         |         |
| Real Valladolid · España    | Total               | Total               | 23   | 2    | 8    | 13   | -    | 6   | 3    | 2    | 1    | -    | -  | -             | -             | -             | -             | -             | - | -     | 29    | 5     | 10    | 14  | 28.73%      | 34      | 49      | -15     |         |         |         |         |
| Osasuna · España            | 2.ª                 | 1996-97             | 9    | 1    | 4    | 4    | Inc. | 2   | 2    | 0    | 0    | -    | -  | -             | -             | -             | -             | -             | - | -     | 11    | 3     | 4     | 4   | 39.39%      | 9       | 8       | +1      |         |         |         |         |
| Osasuna · España            | Total               | Total               | 9    | 1    | 4    | 4    | -    | 2   | 2    | 0    | 0    | -    | -  | -             | -             | -             | -             | -             | - | -     | 11    | 3     | 4     | 4   | 39.39%      | 9       | 8       | +1      |         |         |         |         |
| Extremadura · España        | 2.ª                 | 1997-98             | 42   | 23   | 10   | 9    | 2.º  | 8   | 4    | 2    | 2    | -    | -  | -             | -             | -             | -             | -             | - | -     | 50    | 27    | 12    | 11  | 62%         | 68      | 45      | +23     |         |         |         |         |
| Extremadura · España        | 1.ª                 | 1998-99             | 38   | 9    | 12   | 17   | 17.º | 2   | 0    | 2    | 0    | -    | -  | -             | -             | -             | 2             | 0             | 0 | 2     | 42    | 9     | 14    | 19  | 32.54%      | 27      | 57      | -30     |         |         |         |         |
| Extremadura · España        | Total               | Total               | 80   | 32   | 22   | 26   | -    | 10  | 4    | 4    | 2    | -    | -  | -             | -             | -             | 2             | 0             | 0 | 2     | 92    | 36    | 26    | 30  | 48.55%      | 95      | 102     | -7      |         |         |         |         |
| Tenerife · España           | 2.ª                 | 2000-01             | 42   | 21   | 11   | 10   | 3.º  | 4   | 2    | 0    | 2    | -    | -  | -             | -             | -             | -             | -             | - | -     | 46    | 23    | 11    | 12  | 57.97%      | 63      | 39      | +24     |         |         |         |         |
| Tenerife · España           | Total               | Total               | 42   | 21   | 11   | 10   | -    | 4   | 2    | 0    | 2    | -    | -  | -             | -             | -             | -             | -             | - | -     | 46    | 23    | 11    | 12  | 57.97%      | 63      | 39      | +24     |         |         |         |         |
| Valencia · España           | 1.ª                 | 2001-02             | 38   | 21   | 12   | 5    | 1.º  | 1   | 1    | 0    | 0    | 10   | 5  | 3             | 2             | 1/4           | -             | -             | - | -     | 49    | 27    | 15    | 7   | 65.3%       | 72      | 34      | +38     |         |         |         |         |
| Valencia · España           | 1.ª                 | 2002-03             | 38   | 17   | 9    | 12   | 5.º  | 2   | 0    | 2    | 0    | 14   | 8  | 4             | 2             | 1/4           | 2             | 0             | 0 | 2     | 56    | 25    | 15    | 16  | 53.57%      | 83      | 54      | +29     |         |         |         |         |
| Valencia · España           | 1.ª                 | 2003-04             | 38   | 23   | 8    | 7    | 1.º  | 6   | 3    | 1    | 2    | 13   | 10 | 2             | 1             | 1.º           | -             | -             | - | -     | 57    | 36    | 11    | 10  | 69.59%      | 101     | 40      | +61     |         |         |         |         |
| Valencia · España           | Total               | Total               | 114  | 61   | 29   | 24   | -    | 9   | 4    | 3    | 2    | 37   | 23 | 9             | 5             | -             | 2             | 0             | 0 | 2     | 162   | 88    | 41    | 33  | 62.76%      | 256     | 128     | +128    |         |         |         |         |
| Liverpool Inglaterra        | 1.ª                 | 2004-05             | 38   | 17   | 7    | 14   | 5.º  | 7   | 4    | 1    | 2    | 15   | 8  | 4             | 3             | 1.º           | -             | -             | - | -     | 60    | 29    | 12    | 19  | 55%         | 82      | 56      | +26     |         |         |         |         |
| Liverpool Inglaterra        | 1.ª                 | 2005-06             | 38   | 25   | 7    | 6    | 3.º  | 7   | 5    | 1    | 1    | 14   | 8  | 3             | 3             | 1/8           | 3             | 2             | 0 | 1     | 62    | 40    | 11    | 11  | 70.43%      | 104     | 44      | +60     |         |         |         |         |
| Liverpool Inglaterra        | 1.ª                 | 2006-07             | 38   | 20   | 8    | 10   | 3.º  | 4   | 2    | 0    | 2    | 15   | 9  | 2             | 4             | 2.º           | 1             | 1             | 0 | 0     | 58    | 32    | 10    | 16  | 60.92%      | 90      | 52      | +38     |         |         |         |         |
| Liverpool Inglaterra        | 1.ª                 | 2007-08             | 38   | 21   | 13   | 4    | 4.º  | 7   | 4    | 1    | 2    | 14   | 8  | 3             | 3             | 1/2           | -             | -             | - | -     | 59    | 33    | 17    | 9   | 65.53%      | 119     | 50      | +69     |         |         |         |         |
| Liverpool Inglaterra        | 1.ª                 | 2008-09             | 38   | 25   | 11   | 2    | 2.º  | 5   | 2    | 1    | 2    | 12   | 7  | 4             | 1             | 1/4           | -             | -             | - | -     | 55    | 34    | 16    | 5   | 71.52%      | 106     | 46      | +60     |         |         |         |         |
| Liverpool Inglaterra        | 1.ª                 | 2009-10             | 38   | 18   | 9    | 11   | 7.º  | 4   | 1    | 1    | 2    | 14   | 7  | 1             | 6             | 1/2           | -             | -             | - | -     | 56    | 26    | 11    | 19  | 52.98%      | 84      | 54      | +30     |         |         |         |         |
| Liverpool Inglaterra        | Total               | Total               | 228  | 126  | 55   | 47   | -    | 34  | 18   | 5    | 11   | 84   | 47 | 17            | 20            | -             | 4             | 3             | 0 | 1     | 350   | 194   | 77    | 79  | 62.76%      | 585     | 302     | +283    |         |         |         |         |
| Inter de Milán · Italia     | 1.ª                 | 2010-11             | 15   | 6    | 5    | 4    | Inc. | -   | -    | -    | -    | 6    | 3  | 1             | 2             | Inc.          | 4             | 3             | 0 | 1     | 25    | 12    | 6     | 7   | 56%         | 41      | 28      | +13     |         |         |         |         |
| Inter de Milán · Italia     | Total               | Total               | 15   | 6    | 5    | 4    | -    | -   | -    | -    | -    | 6    | 3  | 1             | 2             | -             | 4             | 3             | 0 | 1     | 25    | 12    | 6     | 7   | 56%         | 41      | 28      | +13     |         |         |         |         |
| Chelsea Inglaterra          | 1.ª                 | 2012-13             | 26   | 15   | 6    | 5    | 3.º  | 10  | 5    | 3    | 2    | 10   | 7  | 1             | 2             | 1.º           | 2             | 1             | 0 | 1     | 48    | 28    | 10    | 10  | 65.27%      | 99      | 49      | +50     |         |         |         |         |
| Chelsea Inglaterra          | Total               | Total               | 26   | 15   | 6    | 5    | -    | 10  | 5    | 3    | 2    | 10   | 7  | 1             | 2             | -             | 2             | 1             | 0 | 1     | 48    | 28    | 10    | 10  | 65.27%      | 99      | 49      | +50     |         |         |         |         |
| SSC Napoli · Italia         | 1.ª                 | 2013-14             | 38   | 23   | 9    | 6    | 3.º  | 5   | 4    | 0    | 1    | 10   | 5  | 2             | 3             | 1/8           | -             | -             | - | -     | 53    | 32    | 11    | 10  | 67.3%       | 104     | 57      | +47     |         |         |         |         |
| SSC Napoli · Italia         | 1.ª                 | 2014-15             | 38   | 18   | 9    | 11   | 5.º  | 4   | 1    | 2    | 1    | 16   | 8  | 5             | 3             | 1/2           | 1             | 0             | 1 | 0     | 59    | 27    | 17    | 15  | 55.36%      | 104     | 73      | +31     |         |         |         |         |
| SSC Napoli · Italia         | Total               | Total               | 76   | 41   | 18   | 17   | -    | 9   | 5    | 2    | 2    | 26   | 13 | 7             | 6             | -             | 1             | 0             | 1 | 0     | 112   | 59    | 28    | 25  | 61.01%      | 208     | 130     | +78     |         |         |         |         |
| Real Madrid · España        | 1.ª                 | 2015-16             | 18   | 11   | 4    | 3    | Inc. | 1   | 1    | 0    | 0    | 6    | 5  | 1             | 0             | Inc.          | -             | -             | - | -     | 25    | 17    | 5     | 3   | 74.67%      | 69      | 22      | +57     |         |         |         |         |
| Real Madrid · España        | Total               | Total               | 18   | 11   | 4    | 3    | -    | 1   | 1    | 0    | 0    | 6    | 5  | 1             | 0             | -             | -             | -             | - | -     | 25    | 17    | 5     | 3   | 74.67%      | 69      | 22      | +57     |         |         |         |         |
| Newcastle United Inglaterra | 1.ª                 | 2015-16             | 10   | 3    | 4    | 3    | 18.º | -   | -    | -    | -    | -    | -  | -             | -             | -             | -             | -             | - | -     | 10    | 3     | 4     | 3   | 43.33%      | 16      | 12      | +4      |         |         |         |         |
| Newcastle United Inglaterra | 2.ª                 | 2016-17             | 46   | 29   | 7    | 10   | 1.º  | 7   | 4    | 2    | 1    | -    | -  | -             | -             | -             | -             | -             | - | -     | 53    | 33    | 9     | 11  | 67.92%      | 100     | 46      | +54     |         |         |         |         |
| Newcastle United Inglaterra | 1.°                 | 2017-18             | 38   | 12   | 8    | 18   | 10.º | 3   | 1    | 0    | 2    | -    | -  | -             | -             | -             | -             | -             | - | -     | 41    | 13    | 8     | 20  | 38.21%      | 44      | 54      | -10     |         |         |         |         |
| Newcastle United Inglaterra | 1.°                 | 2018-19             | 38   | 12   | 9    | 17   | 13.º | 4   | 1    | 1    | 2    | -    | -  | -             | -             | -             | -             | -             | - | -     | 42    | 13    | 10    | 19  | 38.89%      | 48      | 56      | -8      |         |         |         |         |
| Newcastle United Inglaterra | Total               | Total               | 132  | 56   | 28   | 48   | -    | 14  | 6    | 3    | 5    | -    | -  | -             | -             | -             | -             | -             | - | -     | 146   | 62    | 31    | 53  | 49.55%      | 208     | 168     | +40     |         |         |         |         |
| Dalian Yifang China         | 1.ª                 | 2019                | 15   | 6    | 3    | 6    | 9.º  | 2   | 1    | 0    | 1    | -    | -  | -             | -             | -             | -             | -             | - | -     | 17    | 7     | 3     | 7   | 47.06%      | 31      | 32      | -1      |         |         |         |         |
| Dalian Yifang China         | 1.ª                 | 2020                | 20   | 5    | 5    | 10   | 12.º | 1   | 0    | 0    | 1    | -    | -  | -             | -             | -             | -             | -             | - | -     | 21    | 5     | 5     | 11  | 31.75%      | 26      | 34      | -8      |         |         |         |         |
| Dalian Yifang China         | Total               | Total               | 35   | 11   | 8    | 16   | -    | 3   | 1    | 0    | 2    | -    | -  | -             | -             | -             | -             | -             | - | -     | 38    | 12    | 8     | 18  | 38.6%       | 57      | 66      | -9      |         |         |         |         |
| Everton Inglaterra          | 1.ª                 | 2021-22             | 19   | 5    | 4    | 10   | Inc. | 3   | 2    | 1    | 0    | -    | -  | -             | -             | -             | -             | -             | - | -     | 22    | 7     | 5     | 10  | 39.4%       | 31      | 39      | -8      |         |         |         |         |
| Everton Inglaterra          | Total               | Total               | 19   | 5    | 4    | 10   | -    | 3   | 2    | 1    | 0    | -    | -  | -             | -             | -             | -             | -             | - | -     | 22    | 7     | 5     | 10  | 39.4%       | 31      | 39      | -8      |         |         |         |         |
| Celta de Vigo · España      | 1.ª                 | 2023-24             | 28   | 5    | 9    | 14   | Inc. | 5   | 4    | 0    | 1    | -    | -  | -             | -             | -             | -             | -             | - | -     | 33    | 9     | 9     | 15  | 36.36%      | 44      | 49      | -5      |         |         |         |         |
| Celta de Vigo · España      | Total               | Total               | 28   | 5    | 9    | 14   | -    | 5   | 4    | 0    | 1    | -    | -  | -             | -             | -             | -             | -             | - | -     | 33    | 9     | 9     | 15  | 36.36%      | 44      | 49      | -5      |         |         |         |         |
| Total en su carrera         | Total en su carrera | Total en su carrera | 910  | 419  | 229  | 262  | -    | 110 | 57   | 23   | 30   | 169  | 98 | 36            | 35            | -             | 15            | 7             | 1 | 7     | 1204  | 581   | 289   | 334 | 56.26%      | 1884    | 1250    | +634    |         |         |         |         |
| 1. 2. 3.                    |                     |                     |      |      |      |      |      |     |      |      |      |      |    |               |               |               |               |               |   |       |       |       |       |     |             |         |         |         |         |         |         |         |

#### Resumen por competiciones
| Competición                  | Partidos | Ganados | Empatados | Perdidos | %      | Resultado        |
| ---------------------------- | -------- | ------- | --------- | -------- | ------ | ---------------- |
| Segunda División de España   | 158      | 71      | 43        | 44       | 54.01% | Subcampeón       |
| LaLiga                       | 223      | 88      | 62        | 73       | 48.73% | Campeón          |
| Copa del Rey                 | 37       | 20      | 9         | 8        | 62.16% | Cuartos de final |
| Supercopa de España          | 2        | 0       | 0         | 2        | 0%     | Subcampeón       |
| EFL Championship             | 46       | 29      | 7         | 10       | 68.11% | Campeón          |
| Premier League               | 359      | 173     | 86        | 100      | 56.18% | Subcampeón       |
| FA Cup                       | 33       | 16      | 8         | 9        | 56.56% | Campeón          |
| EFL Cup                      | 28       | 15      | 4         | 9        | 58.33% | Subcampeón       |
| Community Shield             | 1        | 1       | 0         | 0        | 100%   | Campeón          |
| Serie A                      | 91       | 47      | 23        | 21       | 60.07% | 3.er lugar       |
| Copa Italia                  | 9        | 5       | 2         | 2        | 62.97% | Campeón          |
| Supercopa de Italia          | 2        | 1       | 1         | 0        | 66.67% | Campeón          |
| Superliga de China           | 35       | 11      | 8         | 16       | 39.05% | 9.º lugar        |
| Copa de China                | 3        | 1       | 0         | 2        | 33.33% | Semifinales      |
| Liga de Campeones de la UEFA | 111      | 63      | 24        | 24       | 63.97% | Campeón          |
| Liga Europa de la UEFA       | 58       | 35      | 12        | 11       | 67.24% | Campeón          |
| Supercopa de la UEFA         | 2        | 1       | 0         | 1        | 50%    | Campeón          |
| Mundial de Clubes de la FIFA | 6        | 4       | 0         | 2        | 66.67% | Campeón          |
| TOTAL                        | 1204     | 581     | 289       | 334      | 56.26% | 13 Títulos       |

## Palmarés como entrenador

### Campeonatos nacionales
| Título                     | Club             | País       | Año  |
| -------------------------- | ---------------- | ---------- | ---- |
| Primera División de España | Valencia         | España     | 2002 |
| Primera División de España | Valencia         | España     | 2004 |
| FA Cup                     | Liverpool        | Inglaterra | 2006 |
| Community Shield           | Liverpool        | Inglaterra | 2006 |
| Supercopa de Italia        | Inter de Milán   | Italia     | 2010 |
| Copa Italia                | S. S. C. Napoli  | Italia     | 2014 |
| Supercopa de Italia        | S. S. C. Napoli  | Italia     | 2014 |
| EFL Championship           | Newcastle United | Inglaterra | 2017 |

### Campeonatos internacionales
| Título                       | Club           | Sede            | Año  |
| ---------------------------- | -------------- | --------------- | ---- |
| Copa de la UEFA              | Valencia       | Gotemburgo      | 2004 |
| Liga de Campeones de la UEFA | Liverpool      | Estambul        | 2005 |
| Supercopa de Europa          | Liverpool      | Mónaco          | 2005 |
| Copa Mundial de Clubes       | Inter de Milán | Emiratos Árabes | 2010 |
| Liga Europea de la UEFA      | Chelsea F. C.  | Ámsterdam       | 2013 |

### Distinciones individuales
| Distinción                                      | Año  |
| ----------------------------------------------- | ---- |
| Premio Don Balón                                | 2002 |
| Entrenador del Año de la UEFA                   | 2004 |
| Entrenador del Año de la UEFA                   | 2005 |
| Segundo mejor entrenador del año según la IFFHS | 2005 |